# Hipercortisolisme
L'hipercortisolisme és un trastorn mèdic en què hi ha uns nivells elevats de cortisol. Uns nivells prolongats en el temps de cortisol dona lloc a la síndrome de Cushing, que pot ser degut a la presa de glucocorticoides (la forma més habitual) o per tumors:
Si la causa és un tumor suprarenal (habitualment un adenoma suprarenal) es parlarà d'hipercortisolisme primari.
Si la causa és un tumor que augmenti la secreció de corticotropina (ACTH) de la hipòfisi anterior, es parlarà d'hipercortisolisme secundari i el trastorn rebrà el nom de malaltia de Cushing.